# Johannes Lorup
Johannes Lorup (Oiu, 1901. november 11. – Szverdlovszki terület, 1943. május 6.) észt üvegműves és gyáriparos, a tallinni Lorup üveggyár alapító tulajdonosa.
1901. november 11-én született a Viljandi megyében található Oiu faluban, egy gazdálkodó családjába. 1921–1922-ben a Tartui Egyetemen kémiát, majd ezt követően a Danzigi Műszaki Egyetemen gépészetet tanult. Részt vett az észt függetlenségi háborúban. Németországi és csehországi üveggyárakban szerzett gyakorlatot. 1924–1933 között a Meleski üveggyárat bérelte és működtette.
1932-ben Tallinnban, a Kopli-félszigeten, az egykori Bekker hajógyár területén bérelt ingatlanon két téglaépületben megalapította a Lorup üveggyárat, melyet 1934-ben nyitott meg. Már 1935-ben elkezdett dolgozni a kristályüvegtermékek gyártásának előkészítésén, melyek néhány év múlva már megjelentek a kereskedelmi forgalomban. A Lorup féle kristályüvegek sokféle gravírozással készültek, de a leggyakoribb a szőlő és más gyümölcsök ábrázolása volt.
Észtország szovjet megszállása után a gyárat államosították. Johannes Lorupot az NKVD 1941. június 14-én letartóztatta, majd az Urálon túli területre deportálták. 1943-ban a Szverdlovszki területen található Szoszvai büntetőtáborban halt meg.
A Kopli-félszigeten található gyár a szovjet időszakban is működött. 1994-ben privatizálták és AS Skankristall lett a neve. A gyár 2001-ben ismét bevezette a Lorup márkát, de 2002-ben csődbe ment. A gyár termelése átkerült az OÜ Tarbeklaas gyárhoz, amely napjainkban OÜ Glasstone néven működik.